# Pahat pojat
Pour plus de détails, voir Fiche technique et Distribution.
Pahat pojat (traduction : Les mauvais garçons) est un film dramatique finlandais réalisé par Aleksi Mäkelä, sorti en 2003.
Basé sur la vie réelle d'une famille de criminels, le film a réalisé le plus grand nombre d'entrées en Finlande en 2003 après Le Seigneur des anneaux : Le Retour du roi. Avec presque 4 millions €, c'est aussi le film finlandais le plus rentable de l'histoire[réf. nécessaire]. 

## Fiche technique
- Titre : Pahat pojat
- Réalisation : Aleksi Mäkelä
- Scénario : Pekka Lehtosaari
- Producteur : Markus Selin
- Pays d’origine :  Finlande
- Genre : Film dramatique
- Durée : 126 min.
- Date de sortie : 2003

## Distribution
- Peter Franzén
- Niko Saarela
- Lauri Nurkse
- Jasper Pääkkönen
- Vesa-Matti Loiri